# Přestupní uzel Hranečník

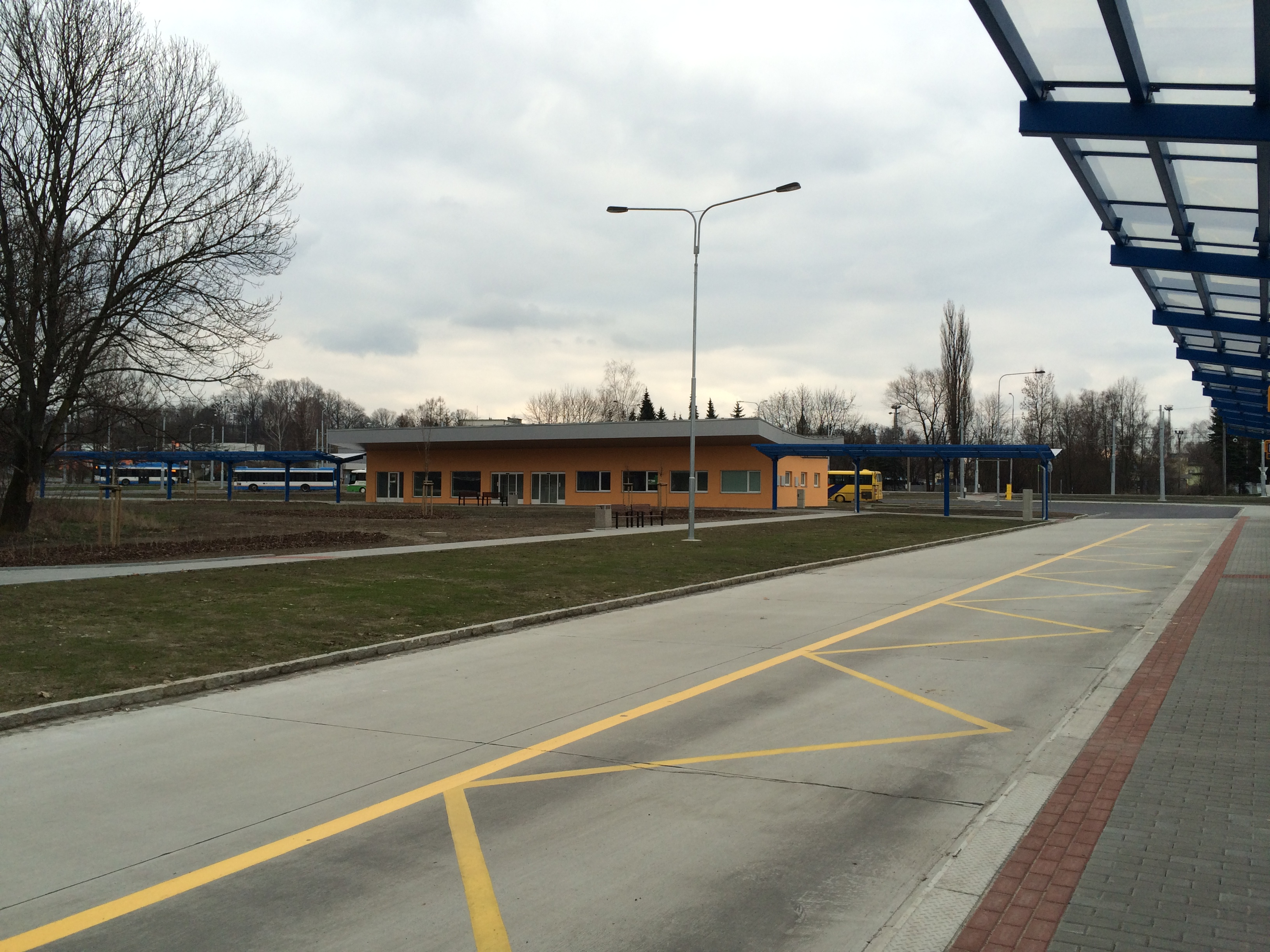
Dopravní terminál Hranečník

Přestupní uzel Hranečník je dopravní terminál v ostravské místní části Slezská Ostrava, nedaleko autobusových garáží Dopravního podniku Ostrava. Terminál byl otevřen 28. února 2016.
Prvotní plány na postavení přestupného terminálu na Hranečníku pocházejí z roku 2006, stavba ovšem začala až v roce 2014. Spolu s terminálem byla vybudována trolejbusová trať, která Hranečník napojuje na ostravskou trolejbusovou síť odbočením u Sýkorova mostu.

## Historie
Přes Hranečník jezdily od roku 1909 úzkokolejné tramvaje z centra Ostravy do Karviné. Přestupní uzel se stal z Hranečníku v roce 1955, kdy přes něj byla realizována i normálněrozchodná tramvajová trať do nově vybudované Nové huti Klementa Gottwalda. Nedaleko uzlu bylo postaveno depo, kde byly deponovány normálněrozchodné (pro trasu na NHKG) a úzkorozchodné tramvaje. Roku 1959 zanikl úsek úzkokolejné tramvaje z centra Ostravy a trať tak nově doprava právě na Hranečníku. Tramvaje úzkého rozchodu zde vydržely do roku 1964. Zhruba od této doby se uvažovalo o provozu trolejbusů k Hranečníku. Byly postaveny odbočovací stopy od mostu Miloše Sýkory k Hranečníku, které byly demontovány v osmdesátých letech. Znova se na místě objevily až okolo roku 2000. Ani tehdy ale nebyla trolejbusová trať tímto směrem vybudována. Stavba trolejbusové dráhy začala až v roce 2015 a zprovozněna byla společně s novým terminálem v roce 2016.

## Dopravní význam
Hranečník s centrální částí Ostravy spojují tramvajové linky do Martinova a Dubiny, trolejbusové linky na hlavní nádraží a sídliště Fifejdy. Na terminálu je ukončena většina příměstských linek ze směrů Havířov, Karviná a Orlová a linek DPO z oblasti Bartovic, Radvanic, Šenova a Petřvaldu, které před otevřením terminálu jezdily do centra Ostravy. Do okolí Ústředního autobusového nádraží jsou vedeny jen vybrané linky, převážně v době přepravní špičky a pozdě večer a v noci.